# Championnat de Maurice de football 2012-2013
Navigation
Saison précédente Saison suivante
La saison 2012-2013 de Barclays League est la soixante-dixième édition de la première division mauricienne. Les dix meilleures équipes du pays s'affrontent en matchs aller et retour au sein d'une poule unique. À la fin du championnat, les deux derniers du classement sont relégués et remplacés par les deux meilleures équipes de deuxième division.
C'est le Curepipe Starlight Sports Club qui remporte la compétition après avoir terminé en tête du classement, avec deux points d'avance sur l'AS Port-Louis 2000 et cinq sur Petite Rivière Noire SC. Il s'agit du quatrième titre de champion de Maurice de l'histoire du club.

## Les clubs participants
| - AS Port-Louis 2000 - AS de Vacoas-Phoenix - Savanne SC - Pamplemousses SC - Faucon Flacq SC - Promu de D2 | - Cercle de Joachim SC - AS Rivière du Rempart - Petite Rivière Noire SC - Roche-Bois Bolton City - Promu de D2 - Curepipe Starlight Sports Club |

## Classement
Le classement est établi sur le barème de points classique (victoire à 3 points, match nul à 1, défaite à 0).
| Rang | Équipe                  | Pts | J  | G  | N | P  | Bp | Bc | Diff |
| ---- | ----------------------- | --- | -- | -- | - | -- | -- | -- | ---- |
| 1    | Curepipe Starlight      | 43  | 18 | 14 | 1 | 3  | 46 | 16 | +30  |
| 2    | AS Port-Louis 2000      | 41  | 18 | 13 | 2 | 3  | 39 | 19 | +20  |
| 3    | Petite Rivière Noire SC | 38  | 18 | 11 | 5 | 2  | 29 | 11 | +18  |
| 4    | Cercle de Joachim SC    | 35  | 18 | 10 | 5 | 3  | 34 | 19 | +15  |
| 5    | AS Rivière du Rempart   | 26  | 18 | 7  | 5 | 6  | 27 | 25 | +2   |
| 6    | AS Vacoas Phoenix       | 19  | 18 | 5  | 4 | 9  | 19 | 32 | -13  |
| 7    | Pamplemousses SC'T'C    | 18  | 18 | 5  | 3 | 10 | 27 | 28 | -1   |
| 8    | Roche-Bois Bolton CityP | 17  | 18 | 4  | 5 | 9  | 22 | 36 | -14  |
| 9    | Faucon Flacq SCP        | 13  | 18 | 4  | 1 | 13 | 26 | 40 | -14  |
| 10   | Savanne SC              | 3   | 18 | 0  | 3 | 15 | 9  | 52 | -43  |

| Légende : Qualifications et relégations | Légende : Qualifications et relégations                                                 |
| --------------------------------------- | --------------------------------------------------------------------------------------- |
|                                         | Champion de Maurice 2012-2013                                                           |
|                                         | Relégué en D2                                                                           |
|                                         | T : Tenant du titre P : Promu de deuxième division C : Vainqueur de la Coupe de Maurice |

## Bilan de la saison
| Championnat de Maurice de football 2012-2013 |                                        |
| Champion                                     | Curepipe Starlight (4e titre)          |
| Coupes et trophées                           |                                        |
| Vainqueur de la Coupe de Maurice 2012-2013   | Pamplemousses SC                       |
| Qualifications continentales                 |                                        |
| Ligue des champions de la CAF 2014           | Aucun                                  |
| Coupe de la confédération 2014               | Aucun                                  |
| Promotions et relégations                    |                                        |
| Promus en Barclays League                    | Chamarel SC                            |
| Promus en Barclays League                    | Entente Boulet Rouge-Riche Mare Rovers |
| Relégués en First League                     | Faucon Flacq SC                        |
| Relégués en First League                     | Savanne SC                             |